# Nina Stojanović
Pour les articles homonymes, voir Stojanović.
Nina Stojanović, née le 30 juillet 1996 à Belgrade, est une joueuse de tennis serbe, professionnelle depuis 2014.
Elle fait partie de l'équipe de Serbie de Fed Cup.

## Carrière
Évoluant principalement sur le circuit ITF au début de sa carrière, elle y a remporté 10 titres en simple et 24 en double.
Sur le circuit de la WTA, elle atteint la finale en double à trois occasions en 2017. Elle les perd toutes, à Rabat, à Gstaad et Tianjin, aux côtés de trois différentes partenaires.
À l'Open d'Australie 2018, elle atteint les huitièmes de finale (3e tour), son meilleur parcours en Grand Chelem, associée à Viktorija Golubic. Elles sont éliminées par Tímea Babos et Kristina Mladenovic (5-7, 2-6), vainqueures finales du tournoi en double.
Elle remporte son premier titre sur le circuit WTA, en double (associée à Sharon Fichman), le 28 juillet 2019 sur les courts de Jūrmala.
En 2021, elle réalise un bon début de saison et est considérée comme un très bon espoir du tennis Serbe. Elle indique en interview à la WTA que Ana Ivanović and Jelena Janković sont ses sources d'inspiration.
Lors des Jeux olympiques d'été de 2020, elle fait équipe en double mixte avec Novak Djokovic. Ils parviennent en demi-finale mais sont battus par la paire russe Elena Vesnina / Aslan Karatsev. Le lendemain, peu après sa défaite contre l'Espagnol Pablo Carreño Busta dans le match pour la médaille de bronze en simple, Novak Djokovic déclare forfait pour la petite finale du double mixte, qu'il devait disputer dans la foulée avec Nina Stojanovic, laissant celle-ci extrêmement déçue.
Après deux années sans victoire sur le circuit WTA, elle parvient enfin à remporter son 1er match depuis fin 2021 face à l'Allemande Tatjana Maria au tournoi de Mérida. Elle passe également le 2e tour mais échoue en quart de finale face à la Russe Polina Kudermetova. Au tournoi suivant, à Colina, elle confirme son retour en forme en passant 4 tours et atteignant ainsi la finale. Le 25 novembre 2024, elle remporte son 1er titre WTA 125 en s'imposant en finale face à María Carlé.

## Palmarès

### Titres en double dames
| No | Date       | Nom et lieu du tournoi      | Catégorie | Dotation    | Surface      | Partenaire        | Finalistes                         | Score             |          |
| -- | ---------- | --------------------------- | --------- | ----------- | ------------ | ----------------- | ---------------------------------- | ----------------- | -------- |
| 1  | 22-07-2019 | Baltic Open Jūrmala         | Intern'l  | 226 750 € $ | Terre (ext.) | Sharon Fichman    | Jeļena Ostapenko Galina Voskoboeva | 2-6, 7-61, [10-6] | Parcours |
| 2  | 16-05-2021 | Serbia Ladies Open Belgrade | WTA 250   | 235 238 $   | Terre (ext.) | Aleksandra Krunić | Greet Minnen Alison Van Uytvanck   | 6-0, 6-2          | Parcours |

### Finales en double dames
| No | Date       | Nom et lieu du tournoi                            | Catégorie | Dotation  | Surface      | Vainqueures                    | Partenaire        | Score             |          |
| -- | ---------- | ------------------------------------------------- | --------- | --------- | ------------ | ------------------------------ | ----------------- | ----------------- | -------- |
| 1  | 01-05-2017 | Grand Prix de SAR La Princesse Lalla Meryem Rabat | Intern'l  | 250 000 $ | Terre (ext.) | Tímea Babos Andrea Hlaváčková  | Maryna Zanevska   | 2-6, 6-3, [10-5]  | Parcours |
| 2  | 17-07-2017 | Ladies Championship Gstaad                        | Intern'l  | 250 000 $ | Terre (ext.) | Kiki Bertens Johanna Larsson   | Viktorija Golubic | 7-64, 4-6, [10-7] | Parcours |
| 3  | 09-10-2017 | Tianjin Open Tianjin                              | Intern'l  | 500 000 $ | Dur (ext.)   | Irina-Camelia Begu Sara Errani | Dalila Jakupović  | 6-4, 6-3          | Parcours |
| 4  | 12-07-2021 | Prague Open Prague                                | WTA 250   | 235 238 $ | Dur (ext.)   | Marie Bouzková Lucie Hradecká  | Viktória Kužmová  | 7-63, 6-4         | Parcours |

### Titre en simple en WTA 125
| No | Date       | Nom et lieu du tournoi | Catégorie | Dotation  | Surface      | Finaliste   | Score         |          |
| -- | ---------- | ---------------------- | --------- | --------- | ------------ | ----------- | ------------- | -------- |
| 1  | 18-11-2024 | LP Open by IND, Colina | WTA 125   | 115 000 $ | Terre (ext.) | María Carlé | 3-6, 6-4, 6-4 | Parcours |

### Titre en double en WTA 125
| No | Date       | Nom et lieu du tournoi | Catégorie | Dotation  | Surface      | Partenaire   | Finalistes                          | Score   |          |
| -- | ---------- | ---------------------- | --------- | --------- | ------------ | ------------ | ----------------------------------- | ------- | -------- |
| 1  | 18-11-2024 | LP Open by IND Colina  | WTA 125   | 115 000 $ | Terre (ext.) | Mayar Sherif | Léolia Jeanjean Kristina Mladenovic | Forfait | Parcours |

### Finales en double en WTA 125
| No | Date       | Nom et lieu du tournoi                                   | Catégorie | Dotation  | Surface      | Vainqueures                      | Partenaire        | Score            |          |
| -- | ---------- | -------------------------------------------------------- | --------- | --------- | ------------ | -------------------------------- | ----------------- | ---------------- | -------- |
| 1  | 22-07-2024 | Polish Open Varsovie                                     | WTA 125   | 115 000 $ | Dur (ext.)   | Weronika Falkowska Martyna Kubka | Céline Naef       | 6-4, 7-65        | Parcours |
| 2  | 04-08-2024 | ECE Ladies Hamburg Open Hambourg                         | WTA 125   | 115 000 $ | Terre (ext.) | Anna Bondár Kimberley Zimmermann | Arantxa Rus       | 5-7, 6-3, [11-9] | Parcours |
| 3  | 30-12-2024 | Workday Canberra International Canberra                  | WTA 125   | 115 000 $ | Dur (ext.)   | Jaimee Fourlis Petra Hule        | Darja Semenistaja | 7-5, 4-6, [10-6] | Parcours |
| 4  | 31-03-2025 | Open Internacional Femeni Solgironès La Bisbal d'Empordà | WTA 125   | 115 000 $ | Terre (ext.) | Magali Kempen Anna Sisková       | Darja Semeņistaja | 7-61, 6-1        | Parcours |

## Parcours en Grand Chelem

### En simple dames
| Année | Open d'Australie | Open d'Australie    | Internationaux de France | Internationaux de France | Wimbledon       | Wimbledon        | US Open         | US Open             |
| ----- | ---------------- | ------------------- | ------------------------ | ------------------------ | --------------- | ---------------- | --------------- | ------------------- |
| 2016  | —                | —                   | —                        | —                        | —               | —                | Q1              | Ysaline Bonaventure |
| 2017  | Q1               | V. Grammatikopoúlou | Q1                       | Lucie Hradecká           | Q1              | Arina Rodionova  | Q1              | Kaia Kanepi         |
| 2018  | —                | —                   | —                        | —                        | —               | —                | Q1              | Aliona Bolsova      |
| 2019  | —                | —                   | —                        | —                        | —               | —                | Q3              | Taylor Townsend     |
| 2020  | 1er tour (1/64)  | A. Pavlyuchenkova   | 1er tour (1/64)          | Barbora Krejčíková       | Annulé          | Annulé           | 1er tour (1/64) | Anna Kalinskaya     |
| 2021  | 2e tour (1/32)   | Serena Williams     | 1er tour (1/64)          | Nao Hibino               | 1er tour (1/64) | Angelique Kerber | 1er tour (1/64) | Aryna Sabalenka     |
| 2022  | Q2               | Hailey Baptiste     | —                        | —                        | —               | —                | —               | —                   |
|       |                  |                     |                          |                          |                 |                  |                 |                     |
| 2024  | —                | —                   | —                        | —                        | —               | —                | Q1              | Rebecca Šramková    |
| 2025  | Q3               | Wei Sijia           | 1er tour (1/64)          | Amanda Anisimova         | 1er tour (1/64) | Anna Kalinskaya  |                 |                     |

N.B. : à droite du résultat se trouve le nom de l'ultime adversaire.

### En double dames
| Année | Open d'Australie                                                                   | Open d'Australie                                                                        | Internationaux de France                                                        | Internationaux de France                                                           | Wimbledon                                                                                | Wimbledon | US Open                                                                    | US Open |
| ----- | ---------------------------------------------------------------------------------- | --------------------------------------------------------------------------------------- | ------------------------------------------------------------------------------- | ---------------------------------------------------------------------------------- | ---------------------------------------------------------------------------------------- | --------- | -------------------------------------------------------------------------- | ------- |
| 2017  | —                                                                                  | —                                                                                       | 1er tour (1/32) X. Knoll \|\| style="text-align:left;" \| I.C. Begu Zheng S.    | 1er tour (1/32) P. Kania \|\| style="text-align:left;" \| L. Arruabarrena A. Parra | 1er tour (1/32) N. Vikhlyantseva \|\| style="text-align:left;" \| T. Babos A. Hlaváčková |           |                                                                            |         |
| 2018  | 1/8 de finale V. Golubic \|\| style="text-align:left;" \| T. Babos K. Mladenovic   | 2e tour (1/16) V. Golubic \|\| style="text-align:left;" \| L. Arruabarrena K. Srebotnik | —                                                                               | —                                                                                  | 2e tour (1/16) F. Stollár \|\| style="text-align:left;" \| Hsieh s.-w. A. Sabalenka      |           |                                                                            |         |
|       |                                                                                    |                                                                                         |                                                                                 |                                                                                    |                                                                                          |           |                                                                            |         |
| 2020  | 1/8 de finale D. Jurak \|\| style="text-align:left;" \| Hsieh s.-w. B. Strýcová    | 2e tour (1/16) J. Teichmann \|\| style="text-align:left;" \| S. Kenin B. Mattek-Sands   | Annulé                                                                          | Annulé                                                                             | —                                                                                        | —         |                                                                            |         |
| 2021  | 1/2 finale D. Jurak \|\| style="text-align:left;" \| B. Krejčíková K. Siniaková    | 1er tour (1/32) J. Paolini \|\| style="text-align:left;" \| A. Muhammad J. Pegula       | 1/4 de finale A. Krunić \|\| style="text-align:left;" \| Hsieh S.-w. E. Mertens | 2e tour (1/16) A. Krunić \|\| style="text-align:left;" \| Kostyuk D. Yastremska    |                                                                                          |           |                                                                            |         |
| 2022  | 1er tour (1/32) I.C. Begu \|\| style="text-align:left;" \| R. Peterson A. Potapova | —                                                                                       | —                                                                               | —                                                                                  | —                                                                                        | —         | —                                                                          |         |
|       |                                                                                    |                                                                                         |                                                                                 |                                                                                    |                                                                                          |           |                                                                            |         |
| 2024  | —                                                                                  | —                                                                                       | —                                                                               | —                                                                                  | —                                                                                        | —         | 1er tour (1/32) A. Rus \|\| style="text-align:left;" \| G. Olmos A. Panova |         |
| 2025  | 1er tour (1/32) A. Krunić \|\| style="text-align:left;" \| K. Birrell O. Gadecki   |                                                                                         |                                                                                 |                                                                                    |                                                                                          |           |                                                                            |         |

N.B. : le nom de la partenaire se trouve sous le résultat ; les noms des ultimes adversaires se trouvent à droite.

### En double mixte
| Année | Open d'Australie                                                               | Open d'Australie | Internationaux de France | Internationaux de France | Wimbledon | Wimbledon | US Open | US Open |
| ----- | ------------------------------------------------------------------------------ | ---------------- | ------------------------ | ------------------------ | --------- | --------- | ------- | ------- |
| 2022  | 1er tour (1/32) M. Pavić \|\| style="text-align:left;" \| J. Fourlis J. Kubler | —                | —                        | —                        | —         | —         | —       |         |
|       |                                                                                |                  |                          |                          |           |           |         |         |
| 2025  | 1er tour (1/16) M. Pavić \|\| style="text-align:left;" \| E. Perez K. Krawietz |                  |                          |                          |           |           |         |         |

N.B. : le nom du partenaire se trouve sous le résultat ; les noms des ultimes adversaires se trouvent à droite.

## Parcours en WTA 1000
Les WTA 1000 constituent les catégories d'épreuves les plus prestigieuses, après les quatre levées du Grand Chelem.

### En simple dames
| Année |       |                |       |        |                        |                              |            |       |             |        |        |        |
| Doha  | Dubaï | Indian Wells   | Miami | Madrid | Rome                   | Canada                       | Cincinnati | Pékin |             | Wuhan  |        |        |
| Doha  | Dubaï | Indian Wells   | Miami | Madrid | Rome                   | Canada                       | Cincinnati | Pékin | Guadalajara |        |        |        |
| Doha  | Dubaï | Indian Wells   | Miami | Madrid | Rome                   | Canada                       | Cincinnati | Pékin |             |        |        |        |
| 2021  |       | Hors catégorie |       |        | 3e tour (1/16) Forfait | 1er tour (1/32) A. Kontaveit |            |       |             | Annulé | Annulé | Annulé |

Sous le résultat, l’ultime adversaire.
1. 1 2   Les tournois de Doha et Dubaï alternent le statut de tournoi WTA 1000 (ex Premier 5) entre 2009 et 2023 : les trois premières éditions ont lieu à Dubaï, les trois suivantes à Doha, puis Dubaï accueille le tournoi de cette catégorie les années impaires et Dubaï les années paires. De 2011 à 2023, la ville qui n’accueille pas de WTA 1000 organise à la place un tournoi WTA 500 (ex Premier).
2. 1 2 3 4 5 6 7   L’ordre de déroulement des tournois a évolué depuis 2009 : Rome se dispute avant Madrid et Cincinnati avant Montréal/Toronto jusqu’en 2010, tandis que Tokyo/Wuhan/Guadalajara ont lieu avant Pékin jusqu’en 2023.
3. 1 2  Du fait de la pandémie de Covid-19, les tournois d’Indian Wells, de Miami, de Madrid, du Canada, de Wuhan et de Pékin sont annulés en 2020. Ces deux derniers le sont également en 2021. Pour des raisons d’organisation, le tournoi de Cincinnati 2020 a exceptionnellement lieu à Flushing Meadows à New York.

## Parcours aux Jeux olympiques

### En simple dames
| # | Date       | Nom de l'olympiade         | Surface    | Résultat       | Ultime adversaire | Score    |          |
| - | ---------- | -------------------------- | ---------- | -------------- | ----------------- | -------- | -------- |
| 1 | 31/07/2021 | Olympic Tennis Event Tokyo | Dur (ext.) | 2e tour (1/16) | María Sákkari     | 6-1, 6-2 | Parcours |

### En double dames
| # | Date       | Nom de l'olympiade         | Surface    | Résultat        | Partenaire        | Ultimes adversaires    | Score             |          |
| - | ---------- | -------------------------- | ---------- | --------------- | ----------------- | ---------------------- | ----------------- | -------- |
| 1 | 31/07/2021 | Olympic Tennis Event Tokyo | Dur (ext.) | 1er tour (1/16) | Aleksandra Krunić | Xu Yifan Yang Zhaoxuan | 4-6, 6-4, [18-16] | Parcours |

### En double mixte
| # | Date       | Nom de l'olympiade         | Surface    | Résultat                 | Partenaire     | Ultimes adversaires       | Score   |          |
| - | ---------- | -------------------------- | ---------- | ------------------------ | -------------- | ------------------------- | ------- | -------- |
| 1 | 31/07/2021 | Olympic Tennis Event Tokyo | Dur (ext.) | 4e place (petite finale) | Novak Djokovic | Ashleigh Barty John Peers | Forfait | Parcours |

## Classements en fin de saison
| Année          | 2014 | 2015 | 2016 | 2017 | 2018 | 2019 | 2020 | 2021 | 2022 | 2023 | 2024 |
| Rang en simple | 550  | 287  | 140  | 233  | 244  | 85   | 99   | 114  | 637  | 667  | 429  |
| Rang en double | 507  | 200  | 161  | 57   | 72   | 128  | 85   | 40   | 495  | 779  | 312  |

Source : (en) Classements de Nina Stojanović sur le site officiel de la Fédération internationale de tennis